# جان بیکن

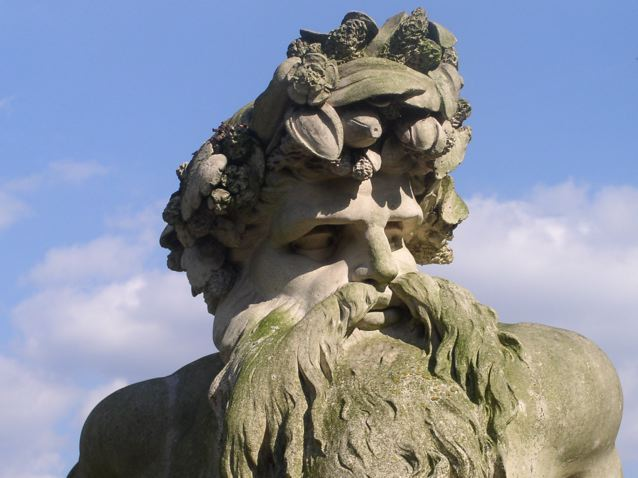
تندیس پدر تیمز اثر جان بیکن در هم هاوس در نزدیکی رود تیمز

جان بیکن (به انگلیسی: John Bacon) (۲۴ نوامبر ۱۷۴۰ - ۴ اوت ۱۷۹۹) مجسمه‌ساز نئوکلاسیک بریتانیایی بود.

## زندگینامه
جان بیکن در ۱۷۴۰ در لندن زاده شد. در ۱۷۴۵ به عنوان شاگرد یک چینی‌سازی در لمبرت مشغول به کار شد. او در ابتدا مسئول رنگرزی قطعات کوچک تزئینی چینی بود ولی خیلی زود طراحی آنها را بر عهده گرفت. او شیوهٔ کار بر روی سنگ‌های مصنوعی را بهبود بخشید و خود در این زمینه به درجهٔ کمال رسید. در ۱۷۶۳ کار مدل‌سازی بر روی سنگ‌های مرمر را آغاز نمود و ابزاری مخصوص را به منظور هرچه بهتر منتقل کردن مدل بر روی سنگ اختراع کرد.
جان بیکن از نخستین دانشجویان آکادمی سلطنتی انگلستان بود و در ۱۷۶۹ نشان طلای این آکادمی را برای یکی از حجاری‌هایش با مضمون فرار آینیاس از تروا دریافت داشت. از دیگر کارهای او می‌توان به ساخت سردیس جورج سوم، تندیس دکتر جانسون در سنت پل و یادبودهای ویلیام پیت پدر در وست‌مینستر ابی و گیلدهال اشاره نمود.
جان بیکن در ۴ اوت ۱۷۹۹ در لندن درگذشت.